# Hidrokopter
Hidrokopter (ang. hydrocopter) je lahko amfibijsko vozilo, ki se lahko premika po vodi, ledu, snegu in kopnem. Pri straneh ima dva plovca (podobno kot katamaran). Ima nameščen letalski motor, ki poganja letalski propeler (ne ladijskega). 
Uporabljajo se v arktičnih pogojih in rasputici. Je cenejša alternativa kot hoverkrafti in helikopterji. 